# StepRightUp
StepRightUp est une fonction de hachage cryptographique et un chiffrement de flot conçu par Joan Daemen en 1995. La primitive est basée sur un automate fini de 544 bits avec un registre à décalage à rétroaction linéaire de 8448 bits. 
La fonction a évolué vers PANAMA.